# Bataille de Hanoï
Guerre d’Indochine
Batailles
- Opération Masterdom
- Bataille de Hanoï
- Opération Léa
- Bataille de Phu Tong Hoa
- Bataille de la RC 4
- Bataille de Vĩnh Yên
- Bataille de Mao Khê
- Bataille de Nghia Lo
- Bataille de Hòa Bình
- Opération Lorraine
- Bataille de Na San
- Bataille de Muong Khoua
- Opération Atlante
- Opération Camargue
- Opération Hirondelle
- Opération Brochet
- Opération Mouette
- Opération Castor
- Bataille de Diên Biên Phu
- Opération D
- Bataille du col de Mang Yang
- Extension au Laos

La bataille de Hanoï est le premier engagement de la guerre d'Indochine, livrée du 19 décembre 1946 au 18 février 1947 à la suite du bombardement de Haïphong par les français en novembre. Le Viet Minh, dirigé par Hô Chi Minh (président de la République démocratique du Viêt Nam, dont l'indépendance est proclamée à Hanoï le 2 septembre 1945), décide de lancer une offensive ayant pour but la libération de la ville de Hanoï.

## Histoire
À 20 heures 03, une explosion dans la centrale électrique de la ville annonce le début de l'insurrection. Pendant plus d'une semaine, des ressortissants français sont massacrés et des maisons pillées, notamment l'Institut Pasteur, totalement dévasté. Ho Chi Minh appelle tout le peuple vietnamien à se soulever contre la présence française :

« […] Que celui qui a un fusil se serve de son fusil, que celui qui a une épée se serve de son épée… Que chacun combatte le colonialisme. »

Dès lors, la ville se retrouve dans l'obscurité et se retrouve bombardée par l'artillerie française, l'armée se déploie ensuite et réalise des perquisitions domiciliaires afin de trouver d'éventuels dirigeants du Viet Minh. Les guérilleros vietnamiens se replient alors dans les montagnes, à 128 km d'Hanoï. Selon le Viet-Minh, cette retraite stratégique leur permit de préserver leurs forces. Après avoir nettoyé la ville de toute présence Viet Minh, les Français exigent la reddition militaire de leurs adversaires, qui refusent aussitôt. Les États-Unis, alarmés par l'incident, envisageaient un référendum sur l'indépendance, mais le projet fut aussitôt abandonné devant le refus de l'Union française et du Viet Minh.

## Galerie

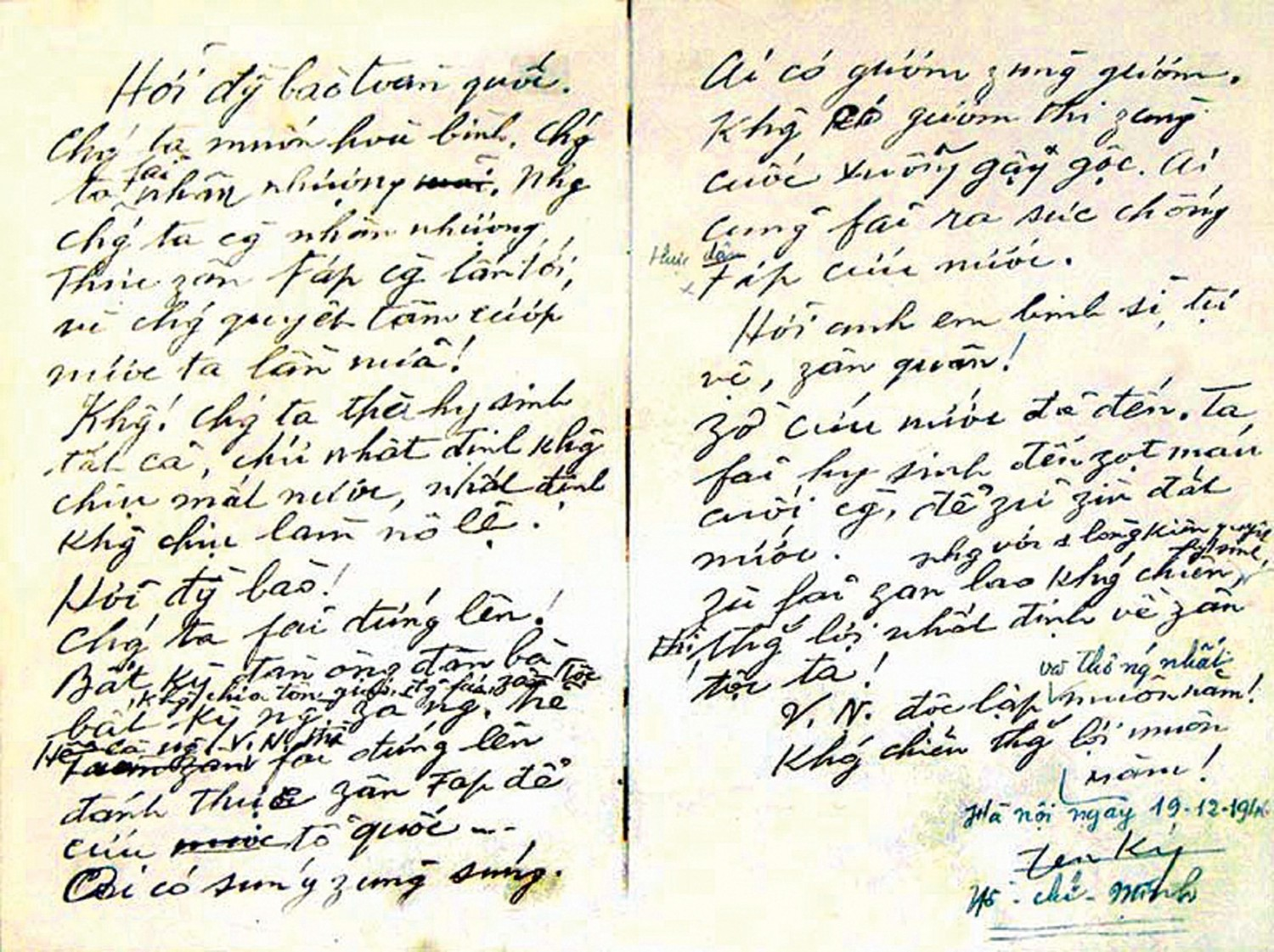

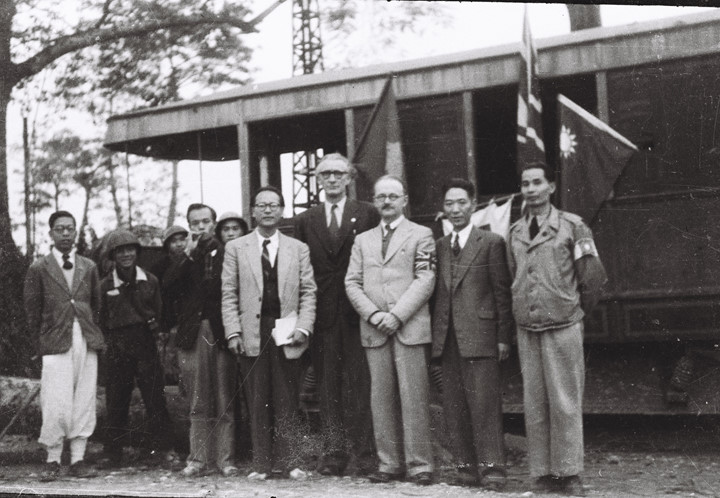

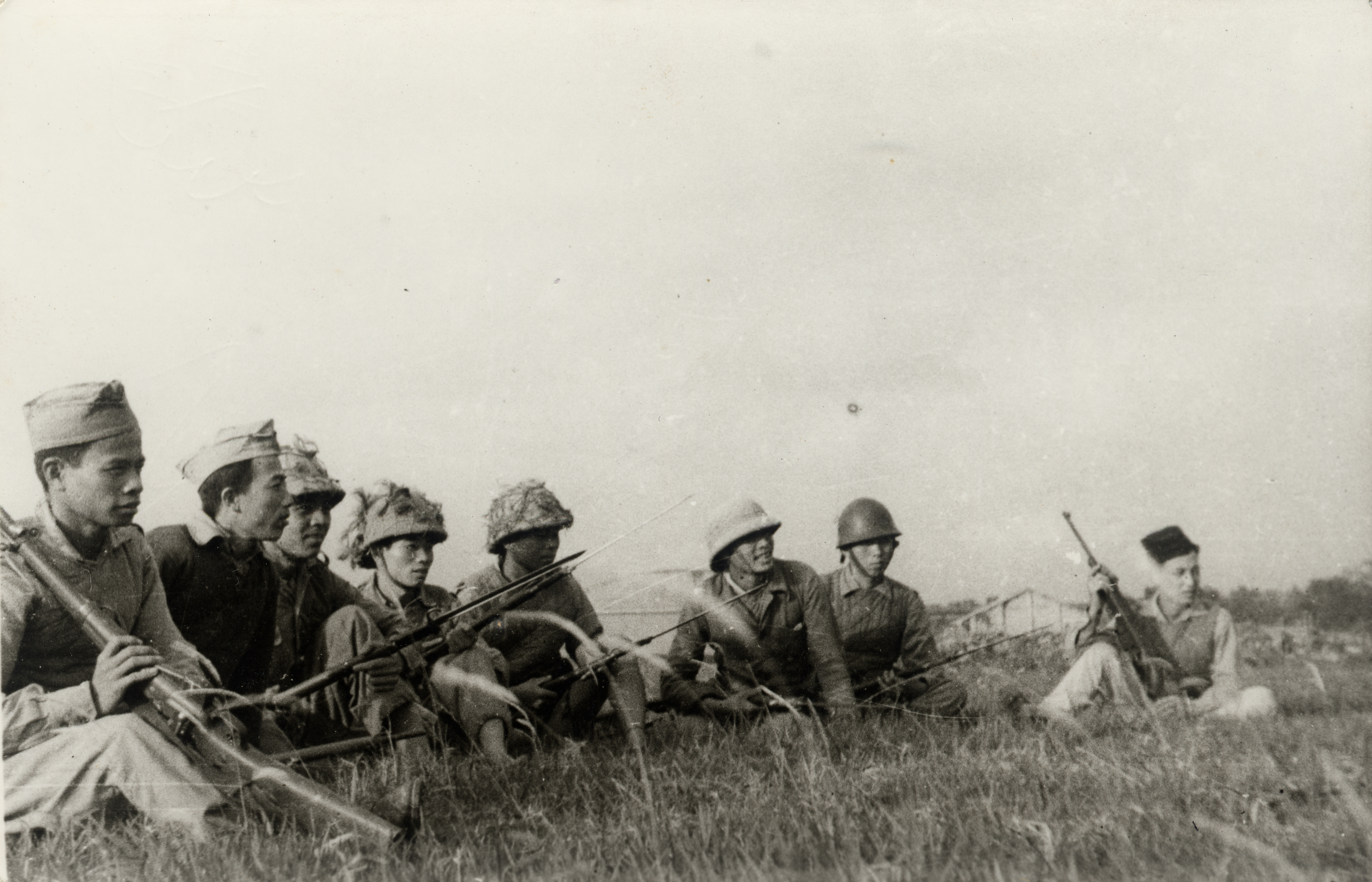

## Dans la culture populaire
- Peinture Hanoï 1946 par Bui Xuan Phai.
- Drame Les hanoïens par Pham-van-Quy.